# 東経67度線
東経67度線（とうけい67どせん）は、本初子午線面から東へ67度の角度を成す経線である。北極点から北極海、アジア、インド洋、南極海、南極大陸を通過して南極点までを結ぶ。
東経67度線は、西経113度線と共に大円を形成する。

## 通過する地域一覧
東経67度線は、北極点から南極点まで南に向かって以下の場所を通っている。
| 地理座標                                             | 国土・領土・領海 | 備考                                                  |
| ---------------------------------------------------- | ---------------- | ----------------------------------------------------- |
| 北緯90度0分 東経67度0分 / 北緯90.000度 東経67.000度  | 北極海           |                                                       |
| 北緯81度0分 東経67度0分 / 北緯81.000度 東経67.000度  | バレンツ海       |                                                       |
| 北緯76度56分 東経67度0分 / 北緯76.933度 東経67.000度 | ロシア           | セヴェルヌィ島（ノヴァヤゼムリャ）                    |
| 北緯76度4分 東経67度0分 / 北緯76.067度 東経67.000度  | カラ海           |                                                       |
| 北緯71度16分 東経67度0分 / 北緯71.267度 東経67.000度 | ロシア           | ヤマル半島                                            |
| 北緯70度48分 東経67度0分 / 北緯70.800度 東経67.000度 | カラ海           |                                                       |
| 北緯70度1分 東経67度0分 / 北緯70.017度 東経67.000度  | ロシア           | ヤマル半島                                            |
| 北緯69度23分 東経67度0分 / 北緯69.383度 東経67.000度 | カラ海           | バイダラタ湾（英語版）                                |
| 北緯68度50分 東経67度0分 / 北緯68.833度 東経67.000度 | ロシア           |                                                       |
| 北緯54度46分 東経67度0分 / 北緯54.767度 東経67.000度 | カザフスタン     |                                                       |
| 北緯41度14分 東経67度0分 / 北緯41.233度 東経67.000度 | ウズベキスタン   |                                                       |
| 北緯37度23分 東経67度0分 / 北緯37.383度 東経67.000度 | アフガニスタン   |                                                       |
| 北緯31度19分 東経67度0分 / 北緯31.317度 東経67.000度 | パキスタン       | バローチスターン州 シンド州 - カラチを通過            |
| 北緯24度49分 東経67度0分 / 北緯24.817度 東経67.000度 | インド洋         |                                                       |
| 南緯60度0分 東経67度0分 / 南緯60.000度 東経67.000度  | 南極海           |                                                       |
| 南緯67度47分 東経67度0分 / 南緯67.783度 東経67.000度 | 南極大陸         | オーストラリア南極領土（ オーストラリアが領有権主張） |